# (They Long to Be) Close to You
«(They Long to Be) Close to You» — песня американской кантри-группы The Carpenters, вышедшая в 1970 году в качестве сингла со второго студийного альбома Close to You (1970). Её написали пианист и композитор Берт Бакарак и поэт-песенник Хэл Дэвид, а продюсировал Джек Догерти. Трек вышел 14 мая 1970 года и возглавил американский хит-парад Billboard Hot 100 и чарт лёгкой музыки Easy Listening. Он также достиг первого места в Австралии и Канаде и шестого места в Великобритании и Ирландии. Трек был сертифицирован в золотом статусе Американской ассоциацией звукозаписывающих компаний (RIAA) в августе 1970 года. Сингл пробыл четыре недели на первом месте в США и стал для дуэта их первым чарттоппером в Hot 100.

## История
Исходный вариант песни имеет давнюю историю. Песня была впервые записана американским актёром кино и телевидения Ричардом Чемберленом и выпущена как сингл в 1963 году под названием «They Long to Be Close to You». Тем не менее заглавный трек сингла популярностью не пользовался, тогда как его би-сайд с песней «Blue Guitar» стал хитом. Мелодия была также записана в качестве демо Дайон Уорвик в 1963 году и перезаписана с аранжировкой Берта Бакарака для её альбома Make Way for Dionne Warwick (1964) и была выпущена на оборотной стороне её сингла 1965 года «Here I Am». Английская певица Дасти Спрингфилд записала композицию в августе 1964 года, но её версия была опубликована только в 1967 году на её альбоме Where Am I Going?. Бакарак выпустил и свой собственный вариант в 1971 году. Но версия, записанная дуэтом The Carpenters при инструментальной поддержке музыкантов из лос-анджелесской студии Wrecking Crew, которая в итоге стала большим хитом в 1970 году, была самой успешной.
Сингл достиг первого места в американском хит-параде Billboard Hot 100, став для дуэта их первым чарттоппером из трёх за всю музыкальную карьеру дуэта.
В 1971 году песня «(They Long to Be) Close to You» выиграла премию «Грэмми» в категории «Лучшее вокальное поп-исполнение дуэтом или группой». Это была первая из трёх премий «Грэмми» The Carpenters. Сингл получил золотую сертификацию Американской ассоциации звукозаписывающих компаний в августе 1970 года. В Великобритании сингл достиг шестого места в национальном хит-параде UK Singles Chart в 1970 году, а в 2016 году в телепередаче на канале ITV она была избрана The Nation’s Favourite Carpenters Song.

## Отзывы
Американский еженедельник Billboard в своей рецензии за 30 мая 1970 года выделил песню в раздел Spotlight Singles, в котором отмечаются лучшие синглы недели, высказав надежду, что новой работе дуэта удастся повторить успех своей предыдущей записи «Ticket to Ride». Отдельно редакция похвалила исключительное качество исполнения баллады.
В статье 1995 года в журнале New York Times Magazine в статье о летних любовных песнях Стефан Талти назвал «Close to You» «тихой песней о любви», которая «[задала] тон нежным балладам целого поколения» в 1970 году.
В 2014 году Роб Хоербургер из The New York Times отметил, что песня «подчёркивает как выразительный альт Карен, так и искусную игру Ричарда на фортепиано и элегантную аранжировку в духе Сати».

## Список композиций
| №  | Название                         | Автор(ы)                | Длительность |
| -- | -------------------------------- | ----------------------- | ------------ |
| 1. | «(They Long to Be) Close to You» | Берт Бакарак, Хэл Дэвид | 3:40         |

| №  | Название               | Автор(ы)                   | Длительность |
| -- | ---------------------- | -------------------------- | ------------ |
| 1. | «I Kept On Loving You» | Роджер Николс, Пол Уильямс | 2:20         |

## Участники записи
The Carpenters:
- Карен Карпентер — вокал
- Ричард Карпентер — бэк-вокал, электронное пианино Wurlitzer[англ.], клавесин[21], оркестровка

Приглашённые музыканты:
- Джо Осборн[англ.] — бас-гитара
- Хэл Блейн[англ.] — ударные
- Чак Финдли[англ.] — рожок
- неуказанные музыканты — вибрафон

## Позиции в хит-парадах
| Хит-парад (1970)                  | Высшая позиция |
| --------------------------------- | -------------- |
| Австралия (Kent Music Report)     | 1              |
| Великобритания (UK Singles Chart) | 6              |
| Ирландия (IRMA)                   | 6              |
| Канада (RPM 100 Singles)          | 1              |
| Нидерланды (Dutch Top 40)         | 33             |
| Нидерланды (Hilversum 3 Top 30)   | 30             |
| США (Billboard Easy Listening)    | 1              |
| США (Billboard Hot 100)           | 1              |
| США (Record World 100 Top Pops)   | 1              |
| Япония (Oricon Singles)           | 71             |

| Хит-парад (1970)                       | Позиция |
| -------------------------------------- | ------- |
| Австралия (Australian Chart Book)      | 2       |
| Канада (RPM Year-End)                  | 9       |
| США (Billboard Easy Listening Singles) | 1       |
| США (Billboard Hot 100 Singles)        | 2       |
| США (Cashbox Top 100 Chart Hits)       | 16      |

| Хит-парад (1958—2018)   | Позиция |
| ----------------------- | ------- |
| США (Billboard Hot 100) | 255     |

## Сертификация
| Регион | Сертификация | Продажи    |
| --- | ------------ | ---------- |
| Австралия (ARIA) | Золотой      | 35 000^    |
| Великобритания (BPI) | Серебряный   | 200 000    |
| США (RIAA) | Золотой      | 1 000 000^ |
| ^ Данные о тиражах приведены только на основе сертификации. · Данные о продажах + прослушиваниях приведены только на основе сертификации. |              |            |

## Другие версии
- Дайана Росс записала свою версию песни для её альбома 1970 года Everything Is Everything и спела её на телепередаче Diana! спустя год.
- Айзек Хейз записал свою версию песни для его альбома 1971 года Black Moses[англ.].
- Бобби Уомак представил песню в медли в его альбоме 1971 года Communication[англ.].